# Egesina salicivora
Egesina salicivora là một loài bọ cánh cứng trong họ Cerambycidae.